# Municipio de Catlin (Kansas)
El municipio de Catlin (en inglés: Catlin Township) es un municipio ubicado en el condado de Marion en el estado estadounidense de Kansas. En el año 2010 tenía una población de 187 habitantes y una densidad poblacional de 2,01 personas por km².

## Geografía
El municipio de Catlin se encuentra ubicado en las coordenadas 38°12′41″N 97°5′7″O / 38.21139, -97.08528. Según la Oficina del Censo de los Estados Unidos, el municipio tiene una superficie total de 93.23 km², de la cual 93,17 km² corresponden a tierra firme y (0,06 %) 0,06 km² es agua.

## Demografía
Según el censo de 2010, había 187 personas residiendo en el municipio de Catlin. La densidad de población era de 2,01 hab./km². De los 187 habitantes, el municipio de Catlin estaba compuesto por el 97,86 % blancos, el 0,53 % eran asiáticos, el 0,53 % eran de otras razas y el 1,07 % eran de una mezcla de razas. Del total de la población el 0,53 % eran hispanos o latinos de cualquier raza.